# El pare de la núvia (pel·lícula de 1991)
El pare de la núvia (títol original en anglès: Father of the Bride) és una pel·lícula d'humor estatunidenca dirigida per Charles Shyer, estrenada el 1991. La protagonitzen Steve Martin, Diane Keaton, Kimberly Williams-Paisley, i George Newbern. És un remake de la pel·lícula del mateix nom de 1950. El 1995 va sortir una seqüela, Father of the Bride Part II. La pel·lícula va inspirar una sèrie d'anuncis que presentaven les cares somrients de la parella feliç. Aquesta pel·lícula és la número 92 a "Les 100 pel·lícules més divertides" al canal de TV Bravo. Ha estat doblada al català.

## Argument
George Banks (Steve Martin) és un pare de família feliç de classe mitjana, propietari d'una companyia de sabates esportives a San Marino, Califòrnia, que veu la seva vida trontollar el dia en què la seva filla de 22 anys, Annie (Kimberly Williams), que acaba de tornar d'Europa, li anuncia el seu casament amb Bryan MacKenzie, un americà de classe alta de Bel-Air (Los Angeles) que ha conegut a Itàlia. A contracor, dona el seu consentiment.
George no pot pensar com seria la vida com sense Annie i està determinat a fer tan inconvenient com pugui la futura cerimònia (especialment quan s'entera que el casament costarà 250 dòlars per cap), mentre que la seva dona, Nina (Diane Keaton), intenta fer feliç Annie. George està impressionat i intenta protestar pels extravagants elements suggerits per l'excèntric planificador europeu anomenat Franck Eggelhoffer (Martin Short). Franck sarcàsticament es burla de George i, juntament amb el seu ajudant Howard Weinstein, s'encarrega del casament.
Franck comença a planejar el casament amb compres pròdigues com el pastís gegant, una orquestra, i cignes vius mentre remodela un espai de casa seva pel banquet de noces després de la cerimònia de l'església.

## Repartiment
- Steve Martin: George Banks
- Diane Keaton: Nina Banks
- Kimberly Williams: Annie Banks
- Kieran Culkin: Matty Banks
- George Newbern: Bryan MacKenzie
- Martin Short: Franck Eggelhoffer
- B.D. Wong: Howard Weinstein
- Richard Portnow: Al
- Sarah Rosa Karr: Annie (7 anys)
- David Day: Usher
- Chauncey Leopardi: Cameron
- Eugene Levy: el cantant